# Napoleon Gripensköld
Carl Johan Napoleon Gripensköld, född den 18 april 1828 på Skramstad i Gamleby socken, Kalmar län, död den 3 augusti 1909 i Stockholm, var en svensk jurist. Han var måg till Fabian Wilhelm af Ekenstam.
Gripensköld blev student vid Uppsala universitet 1849 och avlade hovrättsexamen där 1854. Han blev extra ordinarie kanslist i Justitierevisionsexpeditionen sistnämnda år, auskultant i Svea hovrätt samma år, extra ordinarie notarie 1855 och vice häradshövding 1858. Gripensköld var tillförordnad länsnotarie i Stockholms län fem månader 1859, tillförordnad borgmästare i Norrtälje tre år och en månad samt tillförordnad domhavande två år och tio månader. Han blev adjungerad ledamot i hovrätten 1865, assessor där 1870 och hovrättsråd 1882. Gripensköld beviljades avsked 1898. Han blev riddare av Nordstjärneorden 1882 och kommendör av andra klassen av samma orden 1897. Gripensköld vilar på Norra begravningsplatsen utanför Stockholm.